# Pioneer E
Pioneer E war eine Raumsonde der US-amerikanischen Weltraumorganisation NASA im Rahmen des Pioneer-Programms. Sie war nach vier erfolgreichen die fünfte und einzige fehlgeschlagene Mission zur Messung der Sonnenaktivität und deren Auswirkung auf den interplanetaren Raum. Sie sollte wie Pioneer 6, Pioneer 7, Pioneer 8 und Pioneer 9 auf einer heliozentrischen Umlaufbahn Messungen vornehmen und unter anderem vor Sonnenstürmen warnen.

## Aufbau

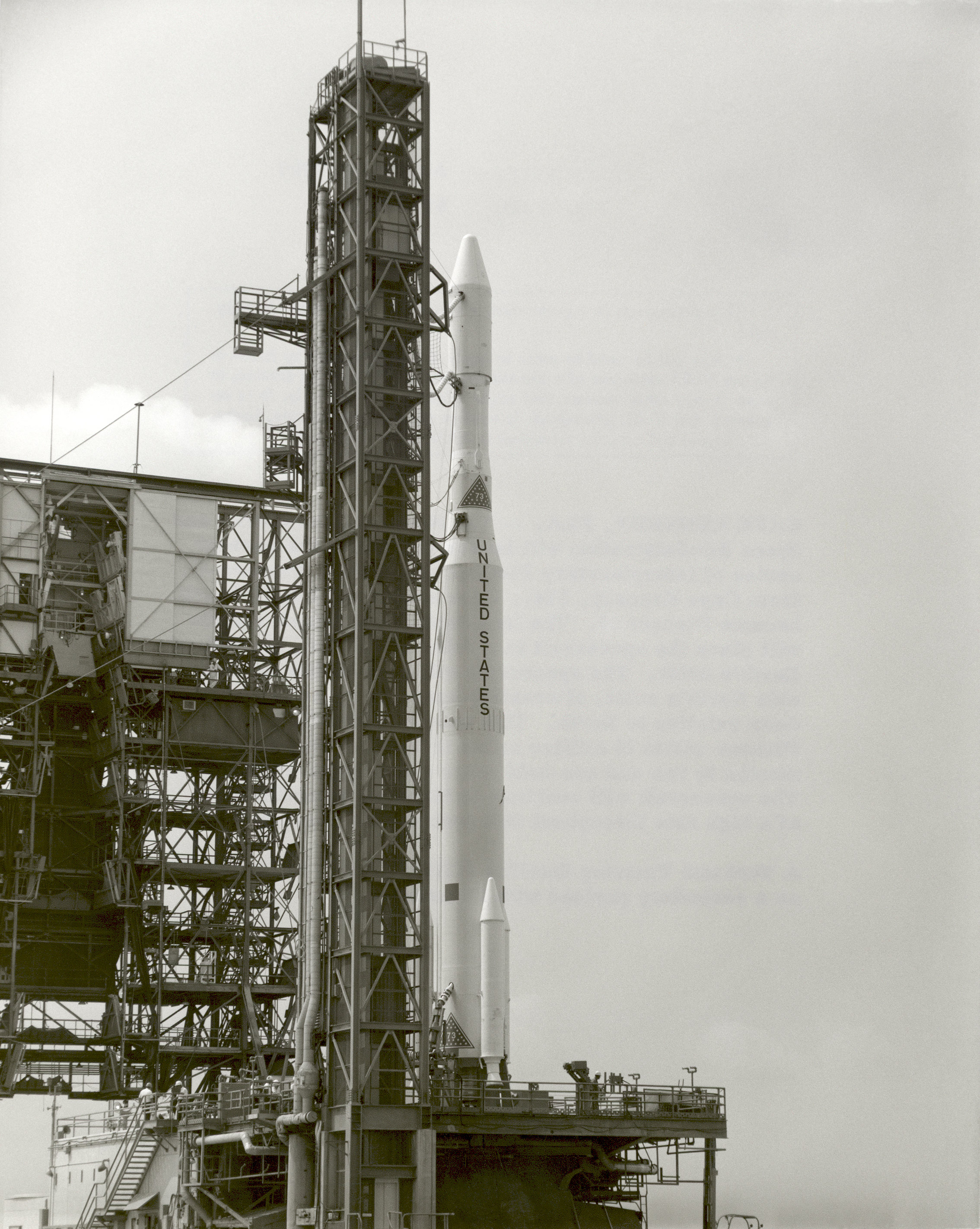
Die Delta-Trägerrakete mit Pioneer E vor dem Start

Pioneer E besaß einen zylindrischen Körper mit einer Höhe von 81 Zentimetern und einem Durchmesser von 94 Zentimetern. Neben einer internen Batterie war die Sonde an ihrem Körper mit insgesamt 10.368 Solarzellen beklebt, welche die Stromversorgung sicherstellen sollten. Die Sonde sollte durch Drall stabilisiert werden und besaß mehrere mit Stickstoff betriebene Düsen. Insgesamt befanden sich acht verschiedene Instrumente an Bord:
1. Drei-Achsen-Magnetometer
2. Teleskop zur Messung der kosmischen Hintergrundstrahlung
3. Instrument zur Messung elektrischer Felder/Feldstärke („Electric Field (Strength) Detector“ [EFSD])
4. Instrument zur Messung der Funkwellenausbreitung („Radio Propagation Detector“ [RPD])
5. Instrument zur 90°-Analyse („viersphärisch“) von umgebenden (Plasma-)Teilchen mit sehr niedriger Energie („Quadrispherical Plasma Analyzer“ [QPA])
6. Instrument zur Messung der Anisotropie der kosmischen Strahlung („Cosmic Ray Anisotropy Detector“ [CRAD])
7. Instrument zur Messung der Intensität des „regional“ vorhandenen kosmischen Staubes („Cosmic Dust Detector“ [CDD])
8. Instrument zur Analyse und Messung von Himmelskörperbewegungen und deren (Massen-)Einfluss auf die Gravitationskräfte im Weltall („Celestial Mechanics Experiment“ [CME])

## Mission
Die Mission dauerte wegen eines Fehlstarts nur wenige Minuten:
- T + 31s: Nur 31 Sekunden nach dem Start gab es erste Probleme mit der Hydraulik der ersten Stufe des Booster.
- T + 213s: Vermutlich vollständiger Druckverlust, nur vier Sekunden vor dem Brennschluss der ersten Stufe.
- T + 484s: Obwohl die zweite Stufe normal arbeitete, konnte die Fehlfunktion der ersten Stufe nicht mehr kompensiert werden und die Trägerrakete musste aus Sicherheitsgründen gesprengt werden.

## Ergebnisse
Die Mission war ein Misserfolg und brachte keine Ergebnisse zu Tage.